# Paul Frederik van Mecklenburg-Schwerin (1882-1904)

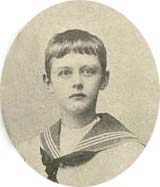
Paul Frederik van Mecklenburg-Schwerin

Paul Frederik Karel Alexander Michael Hugo van Mecklenburg-Schwerin  (Schwerin, 12 mei 1882 - Kiel, 21 mei 1904) was een hertog uit het Huis Mecklenburg-Schwerin. 
Hij was de oudste zoon van hertog Paul Frederik en Marie van Windisch-Graetz en een neefje van de Nederlandse prins-gemaal Hendrik. Al vrij snel na zijn geboorte werd hij toegelaten tot het Duits Keizerlijk Leger, als soldaat bij het vijftiende regiment Mecklenburgse dragonders. Hij was in die tijd de jongste soldaat van Europa. Hij werd, naar het geloof van zijn moeder, katholiek opgevoed maar bekeerde zich later tot het protestantisme toen een mogelijke opvolging op de zetel van Mecklenburg-Schwerin in beeld leek te komen. Binnen het Keizerlijk Leger kwam hij uiteindelijk terecht bij de Marine, waar hij het bracht tot de rang van luitenant-ter-zee.

## Een verkeerd lichaam?
Veel plezier heeft de jonge hertog waarschijnlijk niet beleefd aan zijn militaire loopbaan. Als kind al toonde hij sterk feminiene neigingen. Hij droeg nog lange tijd lang haar en ook jurkjes, zoals dat in die tijd voor kleine jongens wel meer gebruikelijk was. Hij pleegde uiteindelijk zelfmoord in Kiel, waar hij door een vriend gevonden werd. Hij had zich, naakt, aan een kroonluchter verhangen en droeg daarbij een langharige damespruik.